# W/ Bob & David
W/ Bob & David è una serie televisiva statunitense di genere sketch comedy ideata e interpretata da Bob Odenkirk e David Cross e pubblicata da Netflix il 13 novembre 2015.
La serie consiste in quattro episodi di mezz'ora, più un episodio speciale di un'ora intitolato Behind the Making of the Scenes. Gran parte dello staff di sceneggiatori e del cast artistico è lo stesso di quello di Mr. Show with Bob and David, un'altra sketch comedy realizzata da Odenkirk e Cross nella seconda metà degli anni novanta, tuttavia W/ Bob & David ha una struttura diversa e Odenkirk l'ha definita "più leggera", "meno complessa" e "più veloce".

## Produzione
Le riprese della serie sono iniziate il 15 aprile 2015. Oltre a essere gli ideatori e gli interpreti della serie, Odenkirk and Cross sono anche sceneggiatori e produttori esecutivi. Altri produttori esecutivi sono Marc Provissiero e Naomi Odenkirk della Odenkirk Provissiero Entertainment, Tim Sarkes della Brillstein Entertainment, Dave Kneebone, Tim Heidecker e Eric Wareheim dell'Abso Lutely Productions.
I quattro episodi, pubblicati simultaneamente da Netflix il 13 novembre 2015, sono stati diretti da Keith Truesdell (parti in studio) e Jason Woliner (parti pre-registrate), a eccezione del quarto episodio che è stato diretto anche da Tom Gianas (parti pre-registrate). L'episodio speciale di un'ora è stato diretto da Lance Bangs.